# Piotr Połoński
Piotr Połoński (ur. 26 listopada 1901 w Astrachaniu, zm. 31 maja 1979 w Białymstoku) – polski aktor i reżyser teatralny

## Życiorys
Był wnukiem polskiego zesłańca z 1863 roku. Od 1918 roku występował na scenach teatralnych w Astrachaniu. Do Polski przybył w 1924 roku i początkowo grał w rosyjskich zespołach operetkowych i teatralnych we Lwowie. W 1931 roku ukończył Oddział Dramatyczny przy Konserwatorium Muzycznym w Warszawie. W okresie międzywojennym grał w teatrach warszawskich (Teatr Ateneum 1931), bydgoskich (Teatr Miejski 1936–1937), wileńskich (Teatr na Pohulance 1937–1938) oraz lwowskich (Teatr Miejski 1932–1936, 1938–1939). Podczas II wojny światowej był członkiem zespołu Polskiego Teatru Dramatycznego we Lwowie (1939–1940 i 1944–1945). Z zespołem tego teatru w 1945 roku przybył do Katowic. Tu związał się z Teatrem Śląskim im. Stanisława Wyspiańskiego (wcześniej: Teatry Śląsko-Dąbrowskie), w którym występował do 1971 roku, z roczną przerwą w sezonie 1947/1948, kiedy to występował na deskach Teatru Miejskiego w Białymstoku. Oprócz gry aktorskiej zajmował się również reżyserią oraz wykładał w Studiu Dramatycznym przy katowickim teatrze. Za swe zasługi w 1955 roku został odznaczony Medalem 10-lecia Polski Ludowej.
Jedyną kreacją filmową Piotra Połońskiego była rola rybaka Aleksandra w filmie "Miejsce na ziemi" z 1959 roku (reż. Stanisław Różewicz). Ponadto wystąpił w czterech spektaklach Teatru Telewizji.
Piotr Połoński był ojcem Jerzego Połońskiego - aktora i dyrektora Teatru Ateneum w Katowicach oraz dziadkiem Jerzego Jana Połońskiego - również aktora i satyryka.